# Tadeusz Idziński
Tadeusz Wiktor Idziński vel Dundaczek (ur. 1 kwietnia 1897 w Nisku, zm. 25 kwietnia 1961 w Tarnowie) – polski notariusz, działacz niepodległościowy i oficer rezerwy Wojska Polskiego.

## Życiorys
Urodził się 1 kwietnia 1897 w Nisku, ówczesnym mieście powiatowym Królestwa Galicji i Lodomerii, w rodzinie Wacława (1856–1902), adwokata i Marii z Idzińskich (1873–1937). Był młodszym bratem Stanisława Franciszka Józefa Romana (1895–1947). Od 1911 należał do skautingu.
16 sierpnia 1914 wstąpił do Legionów Polskich. Początkowo służył w 16 kompanii IV batalionu 2 pułku piechoty, a następnie w 11 kompanii III batalionu. Był ciężko ranny. 15 czerwca 1916 został odnotowany w półbatalionie etapowym Komendy Legionów Polskich. Po kryzysie przysięgowym (lipiec 1917) służył w Polskim Korpusie Posiłkowym. 14 czerwca 1918 zdał maturę w c. k. Gimnazjum I w Rzeszowie.
Od 1918 pełnił służbę w Wojsku Polskim. 15 lipca 1919 jako podoficer byłych Legionów Polskich, pełniący służbę w 2 batalionie wartowniczym w Krakowie, został mianowany z dniem 1 czerwca 1919 podporucznikiem w piechocie. Na początku 1922 został zdemobilizowany w stopniu porucznika piechoty i przydzielony w rezerwie do 17 pułku piechoty w Rzeszowie. 8 stycznia 1924 został zatwierdzony w stopniu porucznika ze starszeństwem z 1 czerwca 1919 i 2011. lokatą w korpusie oficerów rezerwy piechoty.
W 1926 ukończył studia na Wydziale Prawa Uniwersytetu Jagiellońskiego i otrzymał tytuł doktora praw. Od 1927 pracował zawodowo w notariacie. Od 1934 do 1939 był notariuszem w Pilźnie. Pracę zawodową łączył z działalnością społeczną i kombatancką. Pełnił funkcję prezesa powiatowej Ligi Morskiej i Kolonialnej, członka zarządu powiatowego Ligi Obrony Powietrznej i Przeciwgazowej, członka zarządu powiatowego Związku Legionistów Polskich, członka zarządu powiatowego i delegata do zarządu okręgowego Związku Strzeleckiego. W 1934, jako oficer rezerwy pozostawał w ewidencji Powiatowej Komendy Uzupełnień Bochnia i posiadał przydział do 16 pułku piechoty w Tarnowie.
Był członkiem założycielem Towarzystwa Gimnastycznego „Sokół” w Pilźnie, zarejestrowanego 28 listopada 1945. Później zamieszkał w Chyszowie. Zmarł 25 kwietnia 1961, a trzy dni później został pochowany w Tarnowie na cmentarzu komunalnym w Mościcach (sektor 2, rząd 1, grób 30).
W 1935 ożenił się z Marią Jadwigą z Garbaczyńskich (1908–1991).

## Ordery i odznaczenia
- Krzyż Niepodległości – 16 marca 1937 „za pracę w dziele odzyskania niepodległości”[21][22][23]
- Krzyż Walecznych po raz pierwszy – 1 grudnia 1922 „za czyny orężne w czasie bojów Legionów Polskich”[24]
- Medal Pamiątkowy za Wojnę 1918–1921[2]

Został odznaczony lub był przedstawiony do odznaczenia Krzyżem Zasługi.